# Долина орлів
«Долина орлів» (англ. Valley of Eagles) — англійська пригодницька драма 1951 року.

## Сюжет
Норвезький вчений створює пристрій, який може перетворювати звукові хвилі в електроенергію. Однак пристрій було вкрадено дружиною і помічником вченого, які направляються в Росію. Інспектор поліції і місцева дівчинка об'єднуються з вченим, щоб допомогти повернути пристрій.

## У ролях
| Актор           | Роль                        |
| --------------- | --------------------------- |
| Джек Ворнер     | інспектор Петерсон          |
| Надя Грей       | Кара Німан                  |
| Джон Маккаллум  | доктор Нільс Ален           |
| Ентоні Доусон   | Свен Ністром                |
| Мері Лаура Вуд  | Хельга Ален                 |
| Найма Віфстранд | баронеса Ерланд             |
| Норман Макован  | Мак-Тревіс                  |
| Альфред Морстад | Трерік                      |
| Мартін Бодді    | начальник Загубленої Долині |
| Крістофер Лі    | детектив Голт               |
| Івен Солон      | детектив Андерсон           |
| Геста Седерлунд | професор Лінд               |